# 琅琊路

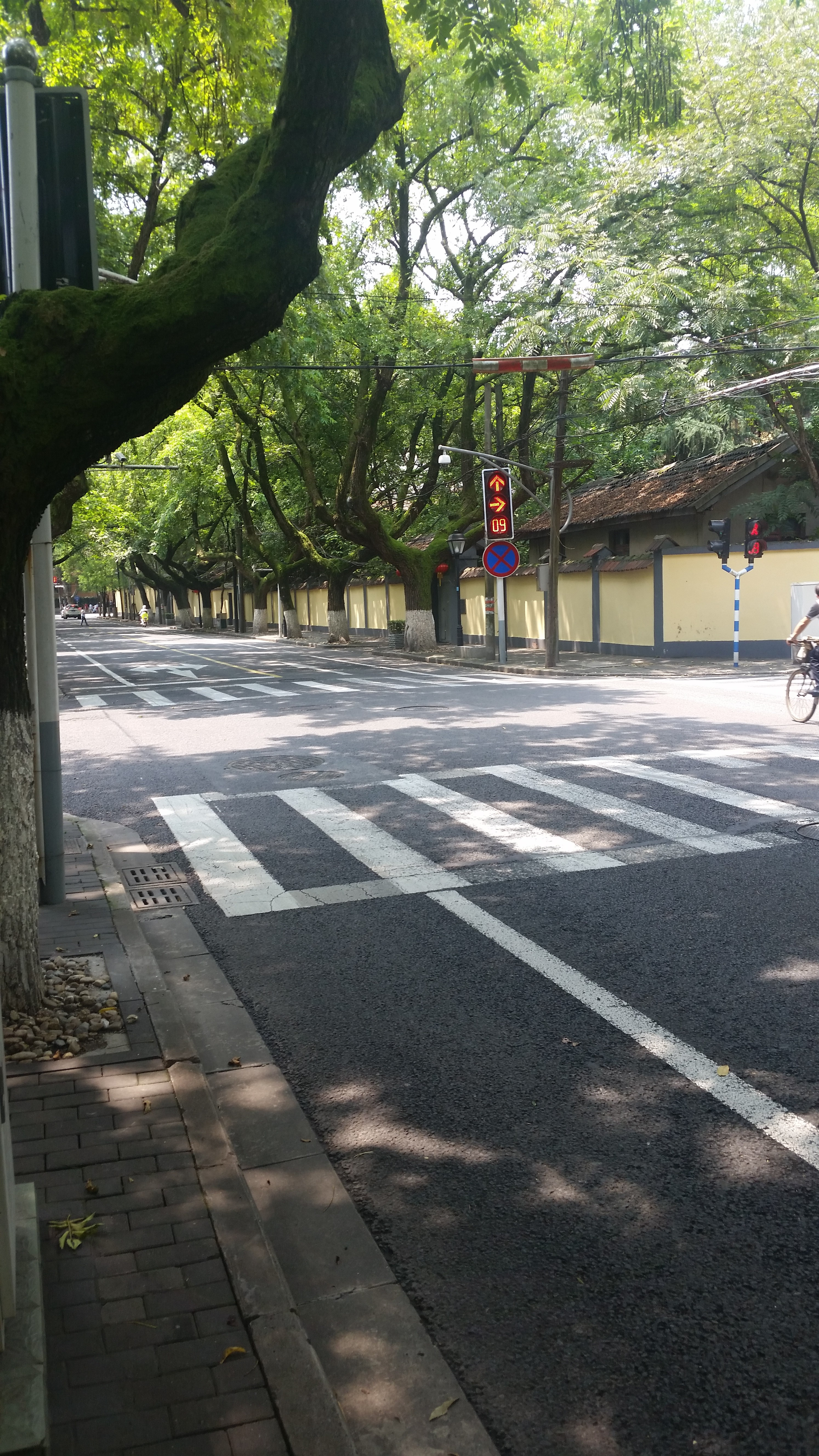
381.989x381.989像素

琅琊路是位于江苏省南京市鼓楼区内的一条道路，长约600米，东南—西北走向，东南到莫干路，西北到宁夏路，中间与天竺路、普陀路、灵隐路、颐和路、珞珈路、西康路交汇。
这里原是一片荒地，1930年代根据首都计划建成高级住宅区，在林荫大道两旁，大多是中西合璧式的二层楼房，建筑密度较低。现已列为民国建筑保护区。

## 沿街建筑
- 琅琊路1号，陈昌祖公馆[1]
- 琅琊路2号，温应星公馆
- 琅琊路3号，梁颖文公馆
- 琅琊路5号，孔庆宗公馆
- 琅琊路6号，钱用和公馆
- 琅琊路7号，琅琊路小学
- 琅琊路8号，邵力子公馆
- 琅琊路9号，周至柔公馆
- 琅琊路10号，李华梅公馆
- 琅琊路11号，王承志公馆
- 琅琊路12号，刘华翰公馆
- 琅琊路13号，杭立武公馆
- 琅琊路14号，韩文焕公馆、澳大利亚大使馆旧址[2]
- 琅琊路15号，戴自牧公馆
- 琅琊路16号，戴端莆公馆